# Love Live! 學園偶像天國
《Love Live! 学园偶像天国》是由Dingo Inc.开发、角川游戏发行的一款音乐游戏，在PlayStation Vita平台运行，于2014年8月28日在日本发行。

## 简介
本游戏属于“Love Live!”多媒体计划当中的一个作品，游戏背景为在该计划中有意成为校园偶像的“音乃木坂学院”学生所组成的组合“μ's”。游戏依照官方小队共分为三个版本，即“vol.1 Printemps”、“vol.2 BiBi”和“vol.3 Lily White”，每个版本的曲目有所不同，初回限定版附赠三只由GSC制作的小组对应成员的粘土手办。
游戏除了有和《Love Live! 學園偶像祭》类似的剧情模式和節奏遊戲以外，还拥有模组替换功能，游戏发售当天更是提供了大量追加下载内容（DLC）模组供使用。本作被《Fami通》評分為24/40分，定位为粉丝向。

## 收录曲目

遊戲畫面截圖（Printemps版本）

标有“※”的为在游戏中同时提供原版及remix版本的歌曲。

### 通用歌曲
- Shangri-La Shower（游戏主题曲）
- Wonderful Rush※
- 我們活在當下※
- No brand girls※
- START:DASH!!※
- Music S.T.A.R.T!!※
- 我們的LIVE 與你的LIFE（DLC）
- Snow halation（DLC）
- KiRa-KiRa Sensation!（DLC）

### 限定版本歌曲
| Printemps版本 | BiBi版本 | Lily White版本 |
| ------------- | -------- | -------------- |
| ※             | ※        | ※              |